# Монастырь Самтавро
Монасты́рь Самтавро́ — комплекс из Самтавро-Преображенской церкви и женского монастыря святой Нины расположен при слиянии рек Мтквари и Арагви (город Мцхета, Грузия). Монастырь находится в ведении католикос-патриарха всея Грузии, архиепископа Мцхетского и Тбилисского.
Первая церковь на этом месте, как считается, построена ещё в IV веке царём Мирианом III. По свидетельству Вахушти Багратиони, «Мириан построил церковь с каменным куполом, великолепную и сам был там похоронен». Церковь Самтавро стала усыпальницей: «и похоронен был Мириан к югу от среднего столпа, и на четвёртый год умерла царица Нана и похоронена к западу от того же столпа, где был похоронен царь». Благодаря крупным пожертвованиям храм был одним из богатейших в Грузии.
Храм многократно разрушали и восстанавливали. В первой половине XI века, во времена царствования Георгия I, по указу католикоса-патриарха Мелхиседека I храм расширили, пристроили южные врата и украсили оригинальным орнаментом, аналогов которому нет в грузинском зодчестве. Украсили также храмовый интерьер.
Сохранились крестовокупольный Самтавро-Преображенский храм, малая церковь Святой Нины, колокольня XV—XVII веков, цилиндрическая башня-крепость XVIII века, храмовый иконостас XV века, фрески XVII века. В южных вратах церковь Михаила-архангела. В северном крыле храма две церкви. Восточная — Святого Иоанна Крестителя, западная Святого Иоанна Златоуста. Слева от большого алтаря — жертвенник, справа церковь Святых Мириана и Наны.
В храме Самтавро находится множество святынь: часть животворящего столпа, чудотворная икона Иверской Божьей матери, чудотворная икона святой Нины, пожертвованная царём Георгием XII своим внукам в 1870 году, могилы святых царей Мириана и Наны, мощи святого Абибоса Некресского (находятся под престолом в алтаре), мощи святых Шио Мгвимского и Гавриила Самтаврийского, часть камня с могилы святой Нины из Бодбе и другие реликвии.